# Shake Hip!
「Shake Hip!」 （シェイク ヒップ）は、米米CLUBの2枚目のシングル。1986年4月21日発売された。発売元はCBS/SONY。1990年12月12日に発売された本曲の新バージョンに関しても本項で記す。

## 概要
前作から半年ぶりのシングル。アルバムへの収録は、同年発売である『E・B・I・S』ではなく、翌年に発売された『SINGLES』が初収録となった。
1989年春にはレーベル主導で「I・CAN・BE/Shake Hip!」として、1990年12月12日に新バージョンの8cmCDがリリースされた。

## ミュージックビデオ
1986年版のMVは、後述のCM素材が含まれている為、商品を持って走っている場面では商品部分を隠して収録。1990年発売盤にもPVが制作され、曲表記は変更はないが、1990年盤を収録した媒体には、曲名の後に、石井監督の意味である「(Ishii Version)」が追記されている。

## 収録曲

### 1986年盤
- 全作詞・作曲：米米CLUB　編曲：中村哲・米米CLUB

1. Shake Hip!
味の素のスポーツドリンク「TERRA」CM曲。前述のように本人達も出演し、商品名に合わせて転がってくる地球（TERRA）を模した大玉を避けながら走る映像が使われた。
また、曲の終了後に収められたジェームス小野田の「新陳代謝じゃ!」の台詞は、当時のCMのキャッチコピーでもある。
2023年5月からは、丸亀製麺「丸亀シェイクうどん」（出演：原菜乃華 他）のCM曲として、CHAIのマナとカナの歌唱によるカバー曲で放送されている。歌詞の「Shake Hip!」の部分を「Shake Cup!」と変えている[1][2]。
2. Blue Wave

### 1990年盤
1. Shake Hip!
2. Kick 2much Conga
1989年に行われた３つのツアー「SHARISHARISM 7 (Kick-Knock、2much-2ist、Co-Conga)」の公演パターンのテーマ曲（ライブ音源）ダイジェスト。それぞれの完全版は「K2C」初回限定盤の8cmCDに収録されている。3曲の曲中にはナレーションが入っている。

## 収録アルバム
- Shake Hip!
SINGLES (#1)
DECADE (#9)
HARVEST SINGLES 1985-1992 (#2)
STAR BOX (#2)　1990年盤を収録。
米 〜Best of Best〜 Disc1 (#4)
- Blue Wave
SINGLES (#6)

## カバーしたアーティスト
| 曲名       | アーティスト  | 収録作品                         | 発売日         | 規格品番                          | 備考 |
| ---------- | ------------- | -------------------------------- | -------------- | --------------------------------- | ---- |
| Shake Hip! | 倖田來未      | 『Color the Cover』              | 2013年2月27日  | RZCD-59333B (CD+DVD+フォトブック) |      |
| Shake Hip! | 倖田來未      | 『Color the Cover』              | 2013年2月27日  | RZCD-59334B (CD+DVD)              |      |
| Shake Hip! | 倖田來未      | 『Color the Cover』              | 2013年2月27日  | RZCD-59335 (CD)                   |      |
| Shake Hip! | UNCHAIN       | 『Love & Groove Delivery Vol.2』 | 2014年2月26日  | YZSM-20012                        |      |
| Shake Hip! | Gacharic Spin | 『Go Luck!』                     | 2018年11月21日 | VIZL-1481 (Type-GACHA)            |      |
| Shake Hip! | Gacharic Spin | 『Go Luck!』                     | 2018年11月21日 | VIZL-1482 (Type-KOGA)             |      |
| Shake Hip! | Gacharic Spin | 『Go Luck!』                     | 2018年11月21日 | VIZL-1483 (Type-HANA)             |      |
| Shake Hip! | Gacharic Spin | 『Go Luck!』                     | 2018年11月21日 | VIZL-1484 (Type-TOMO-ZO)          |      |
| Shake Hip! | Gacharic Spin | 『Go Luck!』                     | 2018年11月21日 | VIZL-1485 (Type-OREO)             |      |
| Shake Hip! | Gacharic Spin | 『Go Luck!』                     | 2018年11月21日 | VIZL-1486 (Type-MAI)              |      |